# Cesare Maria Antonio Rasponi
Cesare Maria Antonio Rasponi (Ravenna, 15 luglio 1615 – Roma, 21 novembre 1675) è stato un cardinale italiano.

## Biografia
Nacque a Ravenna nel 1615, figlio di Francesco e Clarice Vaini; il padre morì quando aveva solo cinque anni e la madre lo portò con il fratello Guido Paolo a Roma, perché era imparentata con la famiglia Barberini, che in quegli anni riuscì a portare un membro, papa Urbano VIII al soglio pontificio tra il 1623 e il 1644. Studiò greco, ebraico, filosofia morale e archeologia al Seminario Romano e poi si laureò in legge presso l'Università di Bologna. Fu canonico prima della Basilica di San Lorenzo in Damaso e poi della Basilica di San Giovanni in Laterano, fu quindi auditore del cardinale Francesco Barberini e successivamente del cardinale Flavio Chigi, futuro papa Alessandro VII. 
Fu inviato in Francia per risolvere alcuni problemi relativi al capitolo della Abbazia di Clairac. Fu in successione: Abbreviatore del Parco maggiore, Referendario del Tribunale della Segnatura Apostolica e Relatore della Sacra Consulta. Quando papa Urbano VIII morì e i Barberini caddero in disgrazia, si rifugiò in Francia e a Parigi entrò in profonda amicizia con la regina e il cardinale Giulio Mazzarino, tanto che gli chiesero di rimanere in Francia e gli offrirono una generosa pensione.
Il 10 marzo 1654 fu nominato Segretario della Sacra Consulta e poi consultore dell'Inquisizione romana e universale; fu quindi Segretario della Congregazione per la Salute sotto il pontificato di papa Alessandro VII e si impegnò attivamente durante l'epidemia che affliggeva Roma. Nel 1662 fu necessario il suo brillante talento diplomatico per dirimere la grave contesa tra la Santa Sede e la Francia.
Papa Alessandro VII lo elevò al rango di cardinale nel concistoro del 14 gennaio 1664, ma lo pubblicò in quello del 15 febbraio 1666; il 15 marzo successivo ricevette la berretta con il titolo di San Giovanni a Porta Latina. Il 7 marzo 1667 fu nominato legato a latere a Urbino per un triennio. Partecipò al conclave del 1667, che elesse papa Clemente IX. Fu trasferito a Ravenna nel 1668. Partecipò al conclave del 1669-1670, che elesse Papa Clemente X. In seguito lasciò la legazione e tornò a Roma.
Morì il 21 novembre 1675, all'età di 60 anni, e fu sepolto nella Basilica di San Giovanni in Laterano, accanto alla madre.
L'epigrafe posta sulla tomba riporta
CAESARI S R E CARDINALI 

RASPONO 

FRANCI: ET CLARICIS VAINÆ 

FILIO 

QUI APOSTOLICUS LEGATUS 

BELLO COMPOSITO 

AB URBE FAME AC PESTE DEPULSA 

INTER TERRARUM NEGOTIA NACTUS OTIA 

LATERANENSIS BASILICÆ 

ERUDITISSIMAM SCRIPSIT HISTORIAM 

ANNALIUM IPSE MATERIA 

OMNIBUS VIRTUTE CHARUS 

PURPURAM AB ALEXANDRO VII ACCEPTAM 

DECENNIO ORNATAM 

CUM VITA EXUIT 

AN MDCLXXV MENSE NOVEMB DIE XXI QUANTUM RES CATHOLICA DEBEAT 

HÆRES EX ASSE RELICTUM HOSPITIUM 

AB HÆRESI AD ORTODOXAM FIDEM 

ROMÆ CONVERTENDORUM 

GRATO HOC ORNATU SEPULCRI 

QUOD ILLE VIVENS SIBI MATRIQ POSUERAT